# NGC 2738
NGC 2738 je galaksija u zviježđu Raku.

## Vanjske poveznice
- SEDS: NGC 2738